# Gaetano
Gaetano, także Gaitano, Caitano, Gaetani, Gajetano, Kajetan, Kajetani, właśc. Kajetan Mayer, Majer, Meier lub Mejer (zm. około 1792 w Warszawie) – polski kompozytor i kapelmistrz, nadworny muzyk Stanisława Augusta Poniatowskiego.

## Życiorys
Od 1764 roku działał na dworze królewskim Stanisława Augusta Poniatowskiego, początkowo jako drugi, a od 1767 roku pierwszy skrzypek. W latach 1780–1782 był nadwornym kapelmistrzem, a od 1782 roku nadwornym dyrygentem muzycznym. Od 1774 roku działał również w orkiestrze teatru warszawskiego, najpierw jako koncertmistrz, a od 1776 roku kapelmistrz. Udzielał lekcji muzyki i organizował koncerty, kierował doraźnie organizowanymi zespołami teatralnymi. W 1784 roku zorganizował chór do wykonania na Zamku Królewskim oratorium Giovanniego Paisiella. Należał do wolnomularskiej loży Bogini Eleuzis.
Skomponował opery Nie każdy śpi, co chrapi (wyst. 1779), Le couronnement de Roxolane (wyst. 1783), Żółta szlafmyca albo Kolęda na Nowy Rok (wyst. 1783), Natura mistrzynią (wyst. 1786), Les amours de Cherubin (wyst. 1786), Żołnierz z przypadku czarnoksiężnik czyli Uczta diabelska (wyst. 1787) oraz Diabla wrzawa, czyli swoista przemiana (wyst. 1787), balet Scytowie przez Minerwę rozgromieni (wyst. 1787), ponadto muzykę instrumentalną do sztuk teatralnych, polonezy, mazurki i menuety. Największą popularnością cieszyły się jego polonezy, wykonywane w antraktach jeszcze w czasach Księstwa Warszawskiego.